# C型尼曼匹克氏症
C型尼曼匹克氏症（Niemann–Pick disease, type C、NPC）是一種具有遺傳性和不可逆性的慢性惡化性腦脊髓交感神經疾病，然而可以被治療。C型尼曼匹克氏症的最低發生率大約為1:100,000至1:120,000
，發病年齡差異甚大，約有50％的病例在10歲之前出現，但是亦可能在60歲後才出現。大部分患者的疾病特徵為具有漸進性及致殘性的神經症狀，以及提早死亡。目前已知C型尼曼匹克氏症與NPC1和NPC2基因的突變有關。 

## 病徵表現

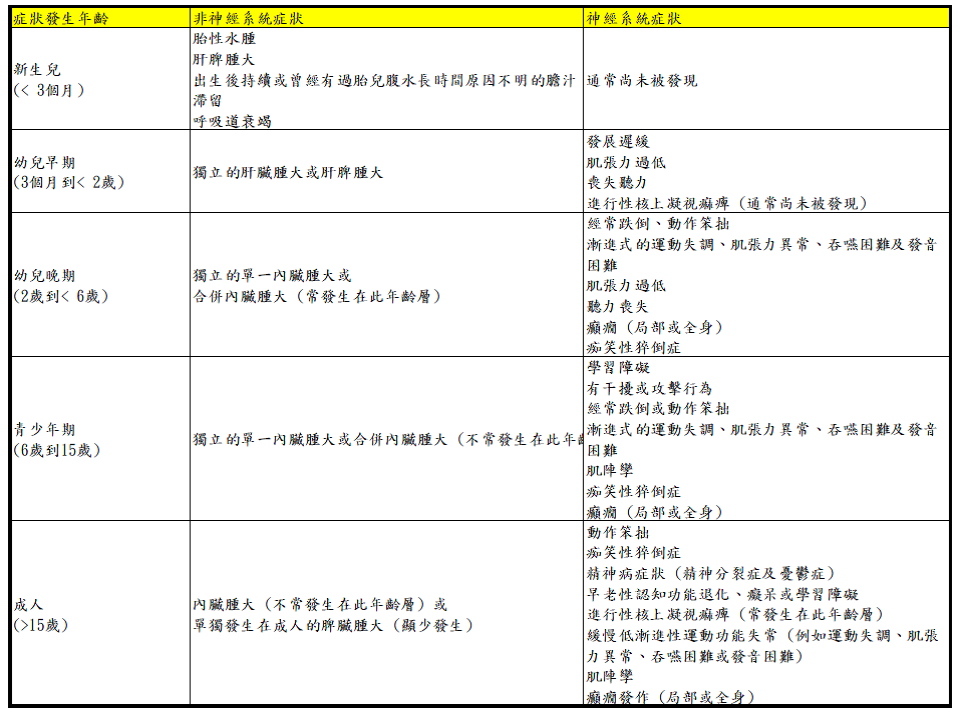
圖1：不同發病的年齡所表現出不同的NPC臨床症狀

C型尼曼匹克氏症的症狀因人而異，並且可能會發生在不同的疾病階段，有時候甚至完全不會出現。這意謂着這些症狀不一定會立刻被發現，並且聯想到C型尼曼匹克氏症，或會嚴重延誤診斷。
NPC的症狀可分為兩種，即影響體內其他器官的非神經系統性的內臟系統症狀，以及影響腦部和中樞神經系統的神經系統症狀。內臟系統症狀的發病年齡與神經系統症狀的發病狀況無關。神經系統症狀的發病狀況可能是連續性，並且可能會有各年齡層大幅重疊的現象。出現多種橫跨所有年齡層症狀的患者，可能要考慮轉介至專門的醫療中心。
目前已知重要的內臟系統症狀包括長時間且原因不明的黃疸或膽汁滯留，獨立出現且原因不明的脾臟腫大。重要神經系統症狀包括進行性核上凝視痲痺（Vertical supranuclear gaze palsy、VSGP），而這是最令人察覺到其患上C型尼曼匹克氏症的症狀，而且往往是最先表現的神經系統症狀。其他的神經系統症狀有許多，包括痴笑性猝倒症（Gelastic cataplexy）、小腦性運動失調症（行走不穩、肢體動作不協調）、神經性構音障礙、吞嚥障礙、上眼神經核麻痺症、肌張力障礙、顫抖、痙攣、部分或全身性腦癇症、眼瞼下垂、聽力減退、小頭畸形、精神病、躁鬱症，以及精神症憂鬱（從而引致幻覺、妄想、緘默和麻木）等。
影響肝臟與脾臟的非神經系統性症狀通常發生在初期，有時候會影響新生兒與嬰幼兒，例如膽紅素升高和持續性的嬰兒黃疸。受影響的個體可能出現脾臟腫大和肝臟腫大的情況，但在以後可能不再存在，因為脾臟或肝臟的腫脹一般不會持續數月或數年，甚至根本不會發生。NPC與其他溶酶體貯積病的疾病進程相反，脾臟或肝臟的腫脹往往會隨著時間的推移而變得不明顯。
NPC的神經系統症狀在一般的情況下，最容易在兒童期初期至中期被觀察到。這些症狀會導致兒童行為笨拙和經常跌倒，學習能力可能落後於其他正常的兒童，甚至可能會忘記以前學過的東西。神經系統症狀也包括着眼球移動異常。有時候NPC的神經系統症狀要到成年後才會逐漸明顯，並且通常以精神疾病的形式表現出來（請見圖1）。此外，在晚期C型尼曼匹克氏症的患者會患有完全性眼肌麻痺和臥床不起，並且出現意志喪失和嚴重癡呆的情況。

## 遺傳學
NPC是與兩種基因有關的遺傳性及染色體隱性疾病，即NPC1 （位於18號染色體；q11-q12）以及NPC2 （位於14號染色體；q24.3），而NPC可能是其中一種基因突變所造成。大約有95%的患者是因為NPC1基因突變，另外5%則因為NPC2基因突變。由NPC1基因突變引起的稱為C1型尼曼匹克氏症，而由NPC2基因突變引起的則稱為C2型尼曼匹克氏症，兩者的臨床表現相似。一般認為NPC1基因有將近300種不同的突變型態，並且已發現超過60種的多型性。目前已知NPC1與NPC2的基因產物，即NPC1與NPC2蛋白對膽固醇的正常運輸作用至關重要。
- NPC1蛋白是一種大型膜糖蛋白，在脂質於晚期核內體、內質網及細胞質膜之間的移動作用中具重要影響[1][2]。

- NPC2蛋白是一種具可溶性的小型溶酶體蛋白質，會在晚期核內體與溶酶體內，透過高親和力與膽固醇結合並進行運送[1][2]。

- NPC1與NPC2蛋白也可能會互相配合，調節細胞脂質的運輸，並且維持膽固醇的體內平衡[2] 。

一般認為NPC1與NPC2的基因突變會導致蛋白質在處理與利用被細胞吞噬的膽固醇時，出現功能異常與受損現象。膽固醇、醣脂，以及游離的神經胺醇或鞘氨醇會囤積在神經外組織，而GM2和GM3神經節苷脂會囤積在大腦，可能是上述突變所造成的結果。脂質囤積最後會達到有毒濃度，進而破壞細胞與組織，並且造成NPC的神經系統症狀。

### D型尼曼匹克氏症變體
D型尼曼匹克氏症僅在加拿大新斯科舍省雅茅斯縣的加拿大人中發現，目前已知與NPC具有等位基因。有研究表明，約瑟夫·穆伊斯（Joseph Muise、1679-1729年）和瑪麗·埃米爾（Marie Amirault、1684年－1735年）是所有D型尼曼匹克氏症患者的共同祖先，所以這對夫婦最有可能是D型尼曼匹克氏症變體的起源。

## 病理生理學
NP-C的主要生物性缺陷是細胞內脂質運送功能障礙，導致大量的游離或未酯化的膽固醇，以及醣脂在溶酶體內出現毒性囤積的現象，並且在皮膚等周邊組織囤積着主要是未酯化膽固醇的脂質然而在肝臟與脾臟內會出現多種不同類型的脂質囤積，包括未酯化膽固醇、糖神經鞘脂質、磷脂質以及神經磷脂。糖神經鞘脂質的囤積主要發生在中樞神經系統，包括大腦內部。
在正常細胞內，低密度脂蛋白膽固醇會經由細胞吞噬作用，從LDL受體進入細胞，並且被運送至後期核內體與溶酶體內，然後在此進行水解並以游離膽固醇型態被釋放出去。未酯化膽固醇會被運送至細胞質膜及內質網，並上在細胞內被回收。
罹患NPC時，LDL-膽固醇會被困在溶酶體內，導致未酯化膽固醇的運送作用大幅下降。最終導致脂質囤積至有毒濃度，令細胞及組織受損，造成NPC症狀。
目前已有幾種理論試圖將膽固醇和醣脂在溶酶體中的積累，與NPC-1蛋白的功能障礙聯繫起來。Neufeld等，假設晚期內體積累着甘露糖6-磷酸受體（MPRs），預示着反式高爾基體網絡逆行膽固醇運輸的失敗。另一個理論則稱，由於膜彈性降低，在晚期內體中無法進行逆行膽固醇分解，因此無法形成前住反式高爾基體網絡的返回囊泡。Iouannou等描述NPC1蛋白與原核通透酶的耐藥結節分支（RND）家族成員之間的相似性，表明NPC1具有泵送功能 。除此之外，有研究指出NPC-1可能在鈣調節中發揮重要作用。

## 診斷
因為NPC的症狀會發生在不同時期，而且每個人的嚴重程度不同，所以很難診斷NPC。NPC懷疑指數（Suspicion Index）可以協助醫療照護人員找出必須接受進一步檢查的患者，有助疑似罹患NPC的患者及早獲得更進一步的檢查。懷疑指數相當可靠且對年齡大過4歲的患者具有高偵測率，並且會根據偵測到的不同症狀和NPC家族病史計算加權分數，將這些加權分數相加，即可取得整體風險預測分數，提供臨床醫師相關依據，決定是否進行進一步的檢查，以確認患者罹患NPC的可能性。若預測分數超過70，應該立即接受轉介至專門的醫療中心進行NPC檢測。
若醫師懷疑患者出現的部分症狀可能是NPC所造成，確認診斷方式包含：
- Filipin染色法：這是一種皮膚切片檢查，在取得皮膚成纖維細胞後進行培養數週，並且在顯微鏡下觀察細胞內是否出現異常的脂質分子囤積現象。

- Plasma oxysterol血漿氧固醇檢測法：這是一種新穎的生化檢查。早期資料顯示將這些膽固醇氧化產物當成NP-C生物標記物，或許可以作為協助診斷具有不明生化表現型，以及NP-C基因突變患者的輔助檢查工具[1]。

- DNA鑑定：利用血液檢體檢測造成NPC罹病基因突變的DNA，並且建議同時進行DNA定序與Filipin染色法，以確認NPC診斷結果。針對新診斷出疾病的患者，此檢測方法也可以用來發現剛確診患者的兄弟姊妹，偵測具血緣關係帶原者，並且找出可以接受造血幹細胞移植的NPC2患者。此外，親子DNA鑑定也可以確認等位基因分離與純合子狀態[3]。

許多NPC案例可能會被誤診或未被發現，這是因為這種疾病極為罕見且症狀可能會因人而異 若然發現有人出現疑似NPC的症狀，應該要使其接受檢查，因為及早診斷可以使患者及早獲得治療，可以延緩疾病惡化速度。針對患者的研究顯示，許多NPC患者獲得正確診斷結果的關鍵是努力不懈。

## 處置
由於NPC是一種漸進性疾病，因此及早診斷是確保患者及早接受NPC疾病特定療法，以達到穩定或延緩疾病惡化，並維持身體功能以及生活品質的關鍵，這是目前NPC特定治療所能達到的最佳治療目標。其他治療策略同時包含非特異性之症狀療法。

### NPC疾病特定療法
對NPC更多的瞭解促進了NPC治療的發展，NPC疾病特定療法進而可減緩疾病的惡化速度。這種藥物又稱為鞘糖脂合成抑制劑，於2009年1月在歐盟取得上市許可，可協助預防負責運輸與儲存脂肪分子的蛋白質功能障礙所造成的脂肪分子堆積現象。研究顯示，此藥物可改善或穩定NPC兒童、青少年以及成人患者漸進性神經系統疾病的重要病徵。

### 症狀療法
症狀療法無法影響疾病的惡化情況，但可改善生活品質，這些治療包括：
- 三環抗憂鬱劑或CNS興奮劑可治療發笑時造成的突發性肌肉無力或塌陷（痴笑性猝倒）
- 抗膽鹼劑可治療持續的肌肉運動（肌張力障礙）
- 抗癲癇藥物可控制癲癇發作
- 抗憂鬱劑或抗精神病藥物可協助治療精神症狀
- 抗小腸推進藥物可緩解腹瀉，或腸道管理計畫可協助改善便秘

此外，部分患者可透過物理治療改善他們的運動限制，或透過餵食管協助克服吞嚥困難造成的餵食問題。